# Axente Sever (Sibiu)
Axente Sever (in passato Frâua, in ungherese Asszonyfalva, in tedesco Frauendorf) è un comune della Romania di 4095 abitanti, ubicato nel distretto di Sibiu, nella regione storica della Transilvania.
Il comune è formato dall'unione di 3 villaggi: Axente Sever, Agârbiciu (Arbegen), Șoala (Schaalbach).
Di rilievo la presenza nel comune di ben tre chiese fortificate, una per ognuno dei villaggi che lo compongono:
- La chiesa di Axente Sever, Tempio evangelico, fu costruita in stile gotico nella prima metà del XIV secolo e fortificata in più riprese tra il XV ed il XVI secolo; al suo interno si trova un organo gotico del 1777
- La chiesa di Agârbiciu, Tempio evangelico, fu anch'essa costruita in stile gotico nel XIV secolo e fortificata in più riprese tra il XV ed il XVI secolo
- La chiesa di Şoala, la minore delle tre, fu costruita nel XV secolo.

Il comune, già chiamato Frâua, ha assunto la denominazione attuale in onore di Ioan Axente Sever, teologo e rivoluzionario che vi nacque.

## Immagini della chiesa fortificata di Axente Sever

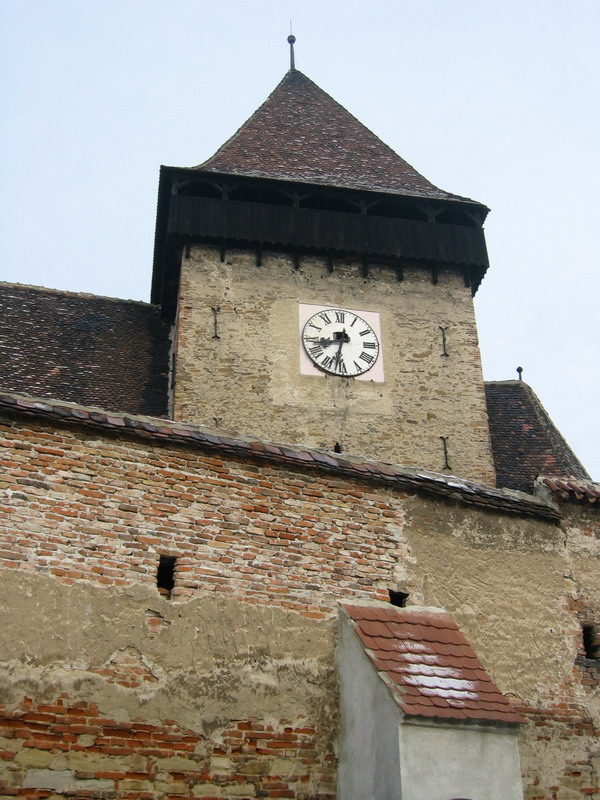
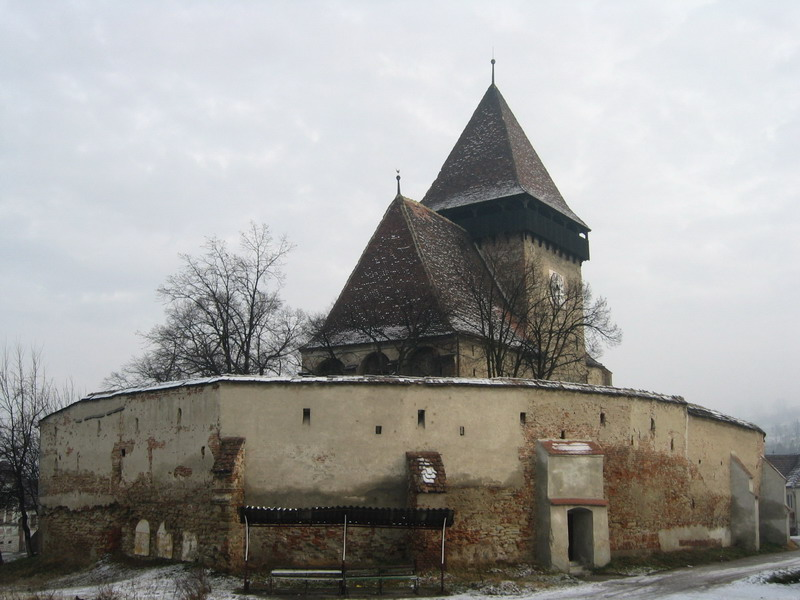
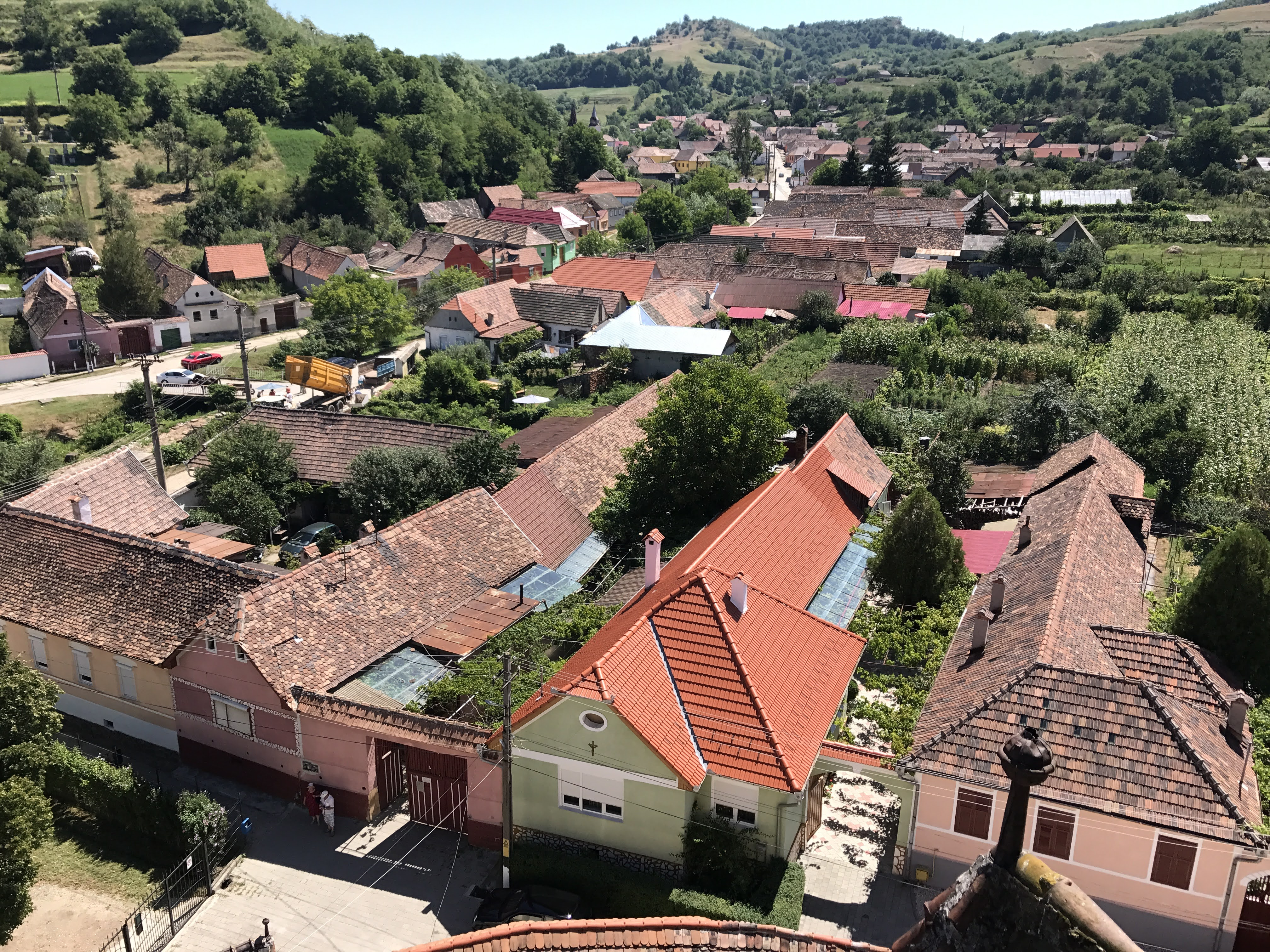
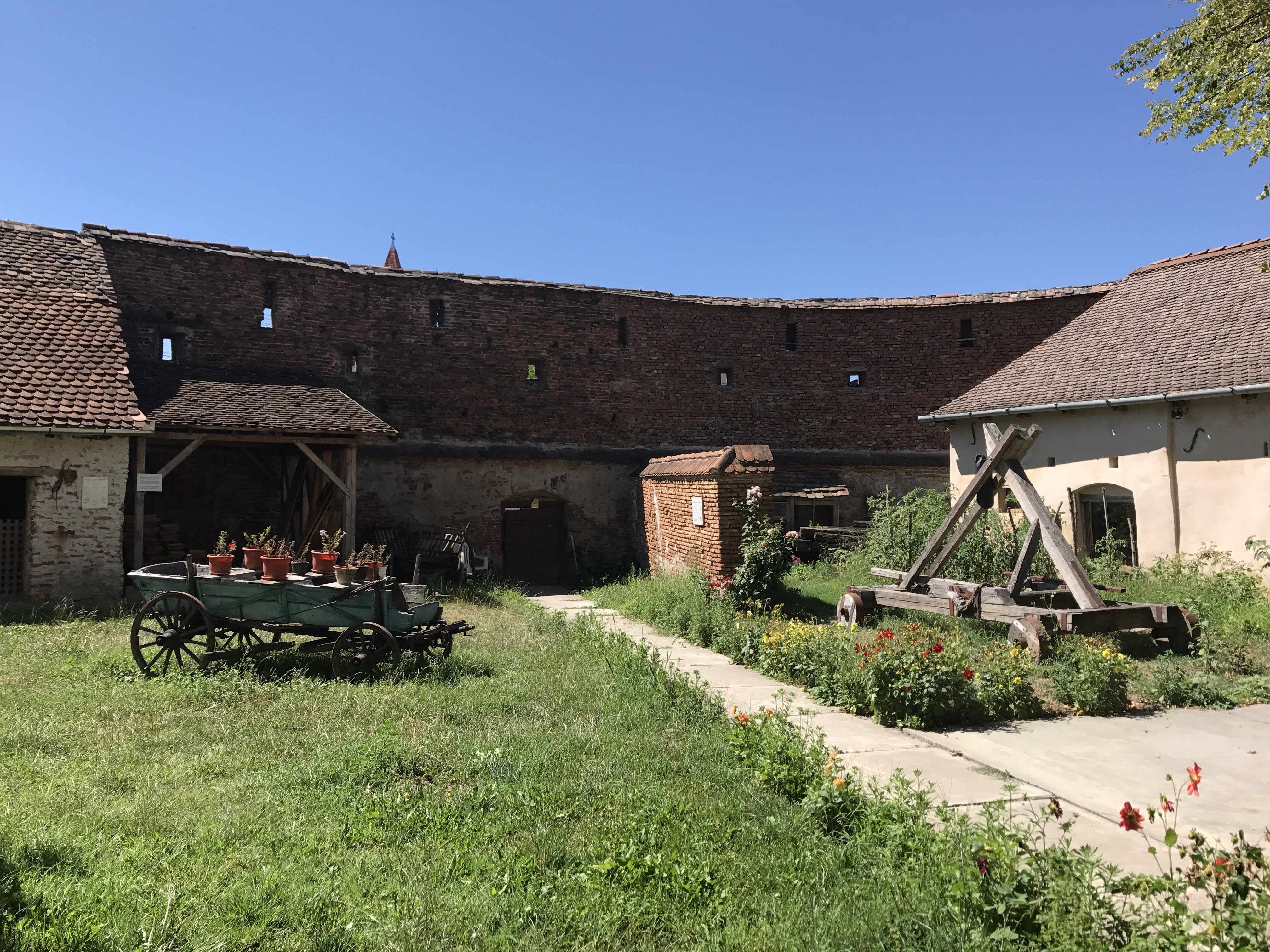
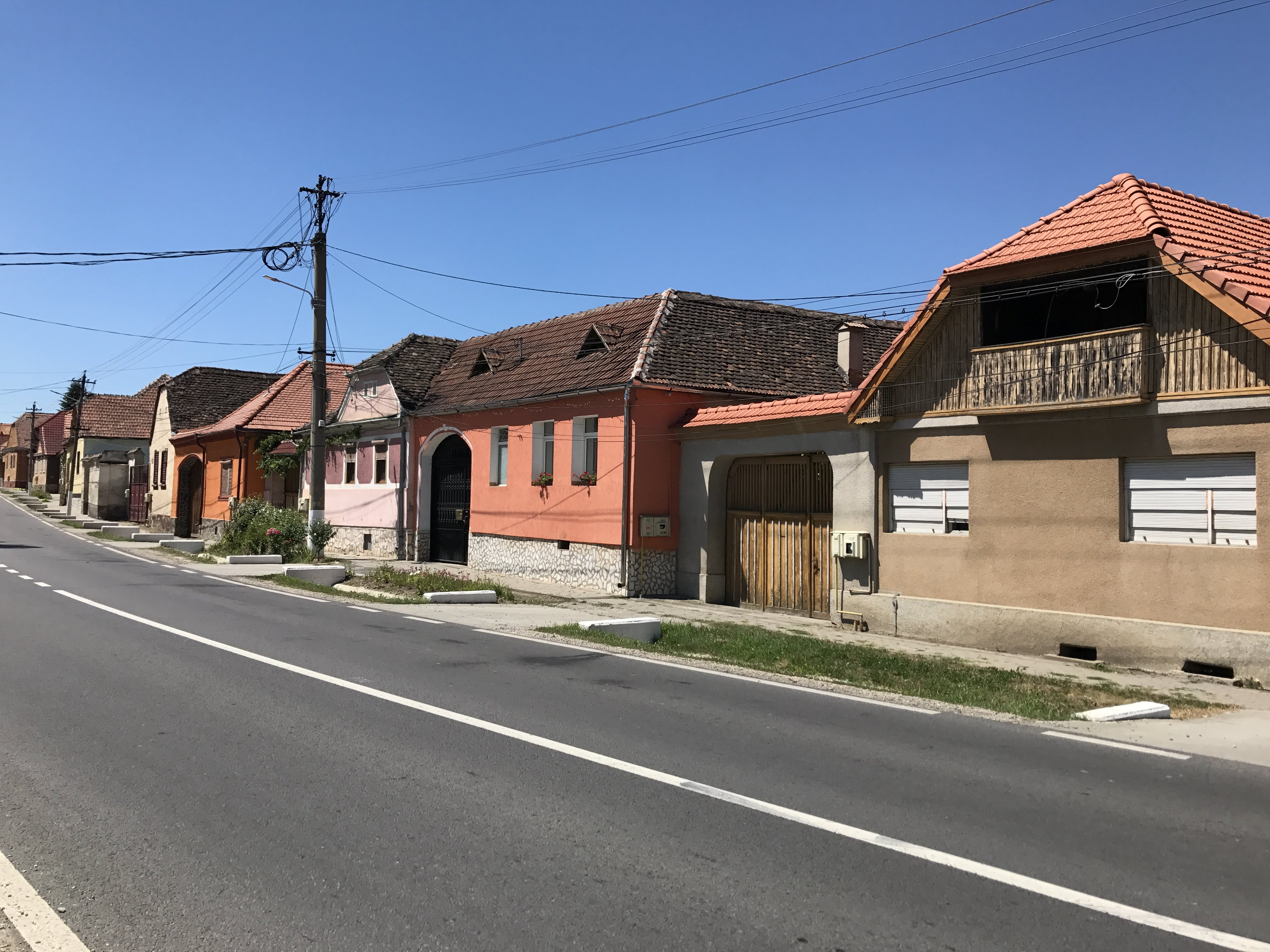